# Glucosammina
La glucosammina, o D-glicosammina, è un composto chimico di formula C6H13NO5 che in condizioni standard si presenta come un solido cristallino.

## Storia
La glucosammina fu preparata ed identificata per la prima volta nel 1876 da Georg Ledderhose, ma la stereochimica non fu pienamente definita se non nel 1939 con il lavoro di Walter Norman Haworth.

## Caratteristiche strutturali e fisiche
Come tutti i monosaccaridi e loro derivati emiacetalici, allo stato cristallino è presente come miscela dei due epimeri (detti anomeri) otticamente attivi, entrambi destrogiri. Le forme α e β hanno potere ottico rotatorio [α]D20, rispettivamente di +100° e +28° e in soluzione danno mutarotazione, con lo stabilizzarsi del potere ottico rotatorio delle soluzioni acquose a +47,5°.
Nella forma β è:
- molto solubile in acqua
- solubile in 38 parti di etanolo bollente,
- lievemente solubile in metanolo o etanolo freddi,
- praticamente insolubile in etere e cloroformio.

| N. di atomi pesanti                      | 12             | 12             |
| N. di donatori di legami a idrogeno      | 5              | 5              |
| N. di accettori di legami a idrogeno     | 6              | 6              |
| N. di elementi stereogenici definiti     | 4              | 4              |
| N. di elementi stereogenici non definiti | 1              | 1              |
| Massa monoisotopica                      | 179,07937252 u | 179,07937252 u |
| Superficie polare                        | 116 Å²         | 116 Å²         |
| Sezione d'urto                           | [M+H]+         | 134.23 Å²      |
| Sezione d'urto                           | [M+Na]+        | 146.5 Å²       |
| Sezione d'urto                           | [M+H-H2O]+     | 132.9 Å²       |
| Pressione di vapore                      | 9 x 10-8 mmHg  | 9 x 10-8 mmHg  |

## Abbondanza e disponibilità
La glucosammina è un componente importante della parete cellulare della maggior parte dei microrganismi e si trova nella chitina, nelle mucoproteine e nei mucopolisaccaridi.

## Sintesi del composto
La glucosamine viene solitamente preparata dalla chitina tramite diversi metodi, tra cui l'idrolisi chimica ed enzimatica della chitina e la produzione microbica. Recentemente, è stato anche possibile produrre questi zuccheri amminici mediante processi di fermentazione microbica da funghi o batteri geneticamente modificati, in particolare E. coli.

## Biochimica
La glucosammina viene biosintetizzata naturalmente a partire dal fruttosio 6-fosfato e dalla glutammina tramite la transaminasi, come primo passo limitante la velocità della via di biosintesi dell'esosamina. Viene ulteriormente acetilata a N-acetilglucosammina (GlcNAc) dalla glucosammina N-acetil transferasi, che viene poi utilizzata per la sintesi di proteine e lipidi glicosilati.

## Reattività e caratteristiche chimiche
La glicosamina è lentamente idrolizzata dall'acqua nei suoi costituenti prossimali e, se esposta all'aria, assorbe acqua rilasciando ammoniaca.

### Determinazioni analitiche
Esistono metodiche analitiche che permettono di identificare il composto in diverse matrici: suolo, fluido amniotico, plasma, liquido cerebrospinale e urine. Del composto sono disponibili i seguenti spettri analitici:
- spettro 1H NMR[15]
- spettro 13C NMR[16]
- spettro 1H-1H NMR
- spettro 1H-13C NMR
- spettro MS-MS[17]
- spettro GC-MS[18]
- spettro LC-MS[19]

### Composti
- Chitina
- Chitosano
- Glicoproteine
- Glicosamminoglicani
- Glucosammina cloridrato
- Glucosammina fosfato
- N-acetilgalattosammina
- N-acetil glucosammina
- Proteoglicani[11]

## Farmacologia e tossicologia

### Farmacocinetica
Circa il 90% della glucosammina somministrata per via orale sotto forma di sale viene assorbita dall'intestino tenue e da lì trasportata attraverso la circolazione portale al fegato. Sembra che una parte significativa della glucosammina ingerita venga catabolizzata dal metabolismo di primo passaggio nel fegato. La glucosammina libera non viene rilevata nel siero dopo l'assunzione orale, e al momento non è noto quanto della dose ingerita venga effettivamente assorbito nelle articolazioni negli esseri umani. Negli studi sugli animali si è osservato un certo assorbimento nella cartilagine articolare.
La glucosammina somministrata per via orale raggiunge solo il 20–26% delle concentrazioni plasmatiche ottenute con la somministrazione endovenosa, indicando un significativo metabolismo di primo passaggio e perdita presistemica nell’intestino e nel fegato. Dopo l’assorbimento, la concentrazione più elevata di glucosammina può generalmente essere rilevata nel fegato, nei reni e nelle cartilagini, e ha una distribuzione simile tra plasma e liquido sinoviale. I composti di glucosammina sono metabolizzati nell’intestino piuttosto che nel fegato. La Cmax di glucosammina nel plasma di soggetti sani è di circa 0,04 mmol/L, che con una dose convenzionale (1500 mg/giorno) aumenta fino a 0,06 mmol/L.
Il Tmax era di circa 3 ore e l'AUC era di 20.216 ± 5.021 dopo una dose di 15.000 mg. L'emivita di eliminazione del composto è di circa 15 ore e la principale via di escrezione è rappresentata da feci (11,3% dopo 120 ore) e urine (1,19% dopo 8 ore).

### Farmacodinamica
La glucosammina viene assorbita dalle cellule attraverso le proteine trasportatrici del glucosio, ma a causa della sua bassa affinità per questi trasportatori, sembra che la concentrazione del composto nella maggior parte delle cellule sia inferiore rispetto a quella nel plasma. Quando viene assorbita, la glucosammina reagisce con l'ATP per formare glucosammina-6-fosfato, precursore naturale dei glicosaminoglicani (GAG) che contengono N-acetilglucosammina (cheratan solfato e ialuronano) e quelli che hanno N-acetilgalattosammina (eparan solfato e condroitin solfato).
Questi GAG sono polisaccaridi composti da esosammine e monosaccaridi (es. galattosio e acido glucuronico) disposti in una catena lineare di unità disaccaridiche ripetute. Con l'eccezione dell'ialuronano, i GAG non esistono da soli in natura, ma sono legati a specifiche proteine "core", e le strutture composite sono chiamate proteoglicani.

### Effetti del composto e usi clinici
Esistono numerose evidenze provenienti da studi in vitro e preclinici che evidenziano le proprietà antinfiammatorie e immunosoppressive della glucosammina. Viene gemneralmente utilizzata come farmaco da banco per il trattamento sintomatico dell'osteoartrite e del dolore articolare, spesso in combinazione con il condroitin solfato e/o l'ibuprofene.

### Controindicazioni ed effetti collaterali
La glucosammina potrebbe aumentare la resistenza all'insulina e, di conseguenza, influenzare la tolleranza al glucosio, pertanto chi soffre di diabete di tipo 2, chi è in sovrappeso e ha problemi di tolleranza al glucosio dovrebbe monitorare attentamente i livelli di zucchero nel sangue se utilizza integratori di glucosammina. A causa della insufficienza di dati sulla sicurezza, bambini, donne in gravidanza e madri che allattano dovrebbero evitare l'uso della glucosammina.
Gli effetti collaterali segnalati sono principalmente lievi disturbi gastrointestinali, come bruciore di stomaco, fastidio epigastrico e diarrea. Non sono state riportate reazioni allergiche, comprese quelle allergiche ai sulfamidici.

### Tossicologia
È stato stabilito che la glucosammina ha un eccellente profilo di sicurezza e non presenta effetti mutageni o genotossici.

## Applicazioni
Oltre che in medicina il composto trova applicazione:
- nell'industria cosmetica (es. antistatico)[25][26]
- nella ricerca biomedica[6]

## Impatto ambientale
Se rilasciato nell'aria, la pressione di vapore del composto indica che la glucosammina esisterà esclusivamente nella fase particolata nell'atmosfera e verrà rimossa tramite deposizione umida o secca. La glucosammina non contiene un cromoforo che assorbe a lunghezze d'onda superiori a 290 nm e pertanto non si prevede che sia suscettibile alla fotolisi diretta da parte della luce solare.
Se rilasciata nel suolo, si prevede che la glucosammina abbia una mobilità molto elevata sulla base di un valore Koc stimato di 10. Il pKa della glucosammina indica che il composto esisterà parzialmente in forma cationica nell'ambiente, e i cationi generalmente vengono fortemene adsorbiti nei suoli contenenti carbonio organico e argilla rispetto alle loro controparti neutre. La volatilizzazione dalle superfici del suolo umido o dell'acqua non è prevista come processo di degradazione significativo per la specie neutra, sulla base di una costante della legge di Henry stimata di 7,7X10⁻¹⁶ atm-m3/mole. La volatilizzazione del catione dalle superfici umide del suolo e dell'acqua non è prevista, poiché le specie ioniche non volatilizzano. La glucosammina non dovrebbe volatilizzare dalle superfici del suolo asciutto, sulla base della sua pressione di vapore.
Si prevede che la glucosammina venga biodegradata abbastanza rapidamente nei suolo aerobico sulla base di uno studio di campionamento con due suoli diversi, dove sono stati riportati tassi di mineralizzazione del 36% e del 56% dopo 1 settimana e del 65% e del 70% dopo 8 settimane. Se rilasciata nell'acqua, si prevede che la glucosammina non si adsorba ai solidi sospesi e ai sedimenti sulla base del Koc stimato. Sulla base dei dati del suolo, si prevede che la biodegradazione della glucosammina in acqua avvenga abbastanza rapidamente.
Il fattore di bioconcentrazione stimato di 3 suggerisce che il potenziale bioaccumulo negli organismi acquatici sia basso. L'idrolisi non è prevista come processo significativo di degradazione ambientale, poiché questo composto non possiede gruppi funzionali che idrolizzano nelle condizioni ambientali. L'esposizione professionale alla glucosammina può verificarsi attraverso l'inalazione di polveri e il contatto cutaneo con questo composto nei luoghi di lavoro in cui la glucosammina viene prodotta o utilizzata.